# Иванова Гора (Архангельская область)
Иванова Гора — деревня в Коношском районе Архангельской области. Входит в состав Ерцевского сельского поселения.

## География
Деревня находится в юго-западной части Архангельской области, на расстоянии приблизительно 13 км (по прямой) к юго-западу от посёлка городского типа Коноша, административного центра района.

### Часовой пояс
Деревня Иванова Гора, как и вся Архангельская область, находится в часовой зоне МСК (московское время). Смещение применяемого времени относительно UTC составляет +3:00.

## История
Деревня впервые отмечена на карте 1794 года.

## Население
| 2002 | 2010 | 2012 |
| ---- | ---- | ---- |
| 9    | ↘7   | ↘0   |

### Национальный состав
Согласно результатам переписи 2002 года, в национальной структуре населения русские составляли 89 % из 9 чел.